# Tony Junior

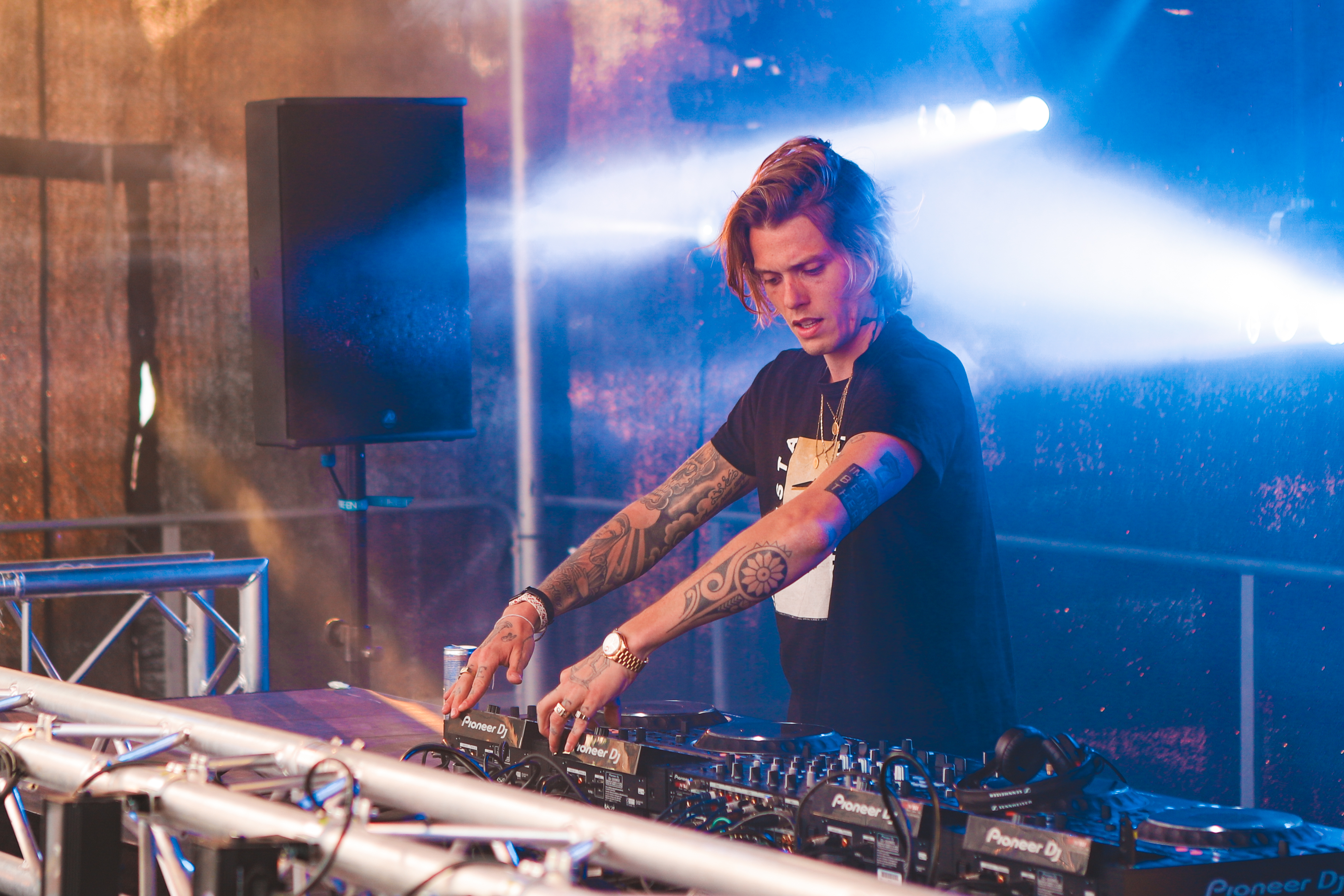
Tony Junior in april 2018

Tony (Peroni) Junior, geboren als Tony Claessens (Utrecht, 21 oktober 1989), is een Nederlandse dj. Hij heeft hits gehad in Nederland, de Verenigde Staten en Frankrijk. Hij bracht werk solo uit en met anderen, zoals met Nicolas Nox, Tiësto, Mr. Polska, en met bekende buitenlandse artiesten.

## Biografie
Tony Junior is een zoon van Linda Dubbeldeman en Toni Peroni, de laatste is eveneens musicus en drummer van onder meer Het Goede Doel. Zelf startte Junior ook als drummer. Toen de band uit elkaar ging, wisselde hij in muziekkeuze van rock naar house.
In 2010 bracht hij met Nicolas Nox een remake uit van Loesje, een nummer dat in 1939 voor het eerst was uitgebracht door Wim Poppink en The Ramblers. Het sloeg aan en bereikte nummer 2 van de Single Top 100. Daarna bracht het duo nog een remake uit van You ain't seen nothin' yet dat de middenregionen van de Top 100 bereikte.
Hij bracht vervolgens werk uit met verschillende artiesten in binnen- en buitenland, zoals met DJ Ghost (België), Borgeous (VS), Steve Aoki (VS), DVBBS (Canada), Baggi Begovic (Bosnië), Dropgun (Rusland) en Mr. Polska (Poolse Nederlander). Alleen of samen behaalde hij verschillende hits in het buitenland.
Het meeste succes had hij in de samenwerking met Tiësto. Met hem bracht hij in 2015 Get down uit die in de Amerikaanse dancehitlijst Beatport Top 100 op nummer 1 terechtkwam. Daarnaast was hij met zijn vader te zien in de realityserie Toni & Tony: Zo Vader, Zo Zoon (2015) op RTL 5. In 2017 was Tony Junior deelnemer aan het programma Het Jachtseizoen van StukTV waarin hij 2e is geworden in het 2e seizoen.
In 2018 was Tony Junior een van de deelnemers aan het negentiende seizoen van het RTL 5 programma Expeditie Robinson, hij verliet vrijwillig het programma en ging als zesde deelnemer weg. Hij eindigde op de 16e plaats. In 2019 deed Junior samen met Dieuwertje Blok mee aan het televisieprogramma De gevaarlijkste wegen van de wereld. In de zomer van 2021 is Tony Junior te zien als Bachelor in het gelijknamige Videoland-programma De Bachelor. In de zomer van 2022 was hij te zien in een televisiereclame voor Albert Heijn. Datzelfde jaar was hij te zien in de bioscoopfilm Bon Bini Holland 3.

## Discografie
| Jaar | act                                | nummer                      | opmerking(en)                                                                              |
| ---- | ---------------------------------- | --------------------------- | ------------------------------------------------------------------------------------------ |
| 2010 | Tony Junior & Nicolas Nox          | Loesje                      | nr. 2 in de Top 100 en nr. 13 in de Top 40                                                 |
| 2011 | Tony Junior & Nicolas Nox          | You ain't seen nothin' yet  | nr. 55 in de Top 100                                                                       |
| 2013 | Carnage & Tony Junior              | Michael Jordan              | nr. 36 in de Beatport Top 100 (VS) en nr. 9 in de Electro/House Chart,                     |
| 2013 | Tony Junior                        | Twerk anthem                | nr. 48 in de Beatport Top 100 (VS) en nr. 12 in de Electro/House Chart nr. 42 in Frankrijk |
| 2013 | Tony Junior & DJ Ghost             | Blow up the speakers (Boom) |                                                                                            |
| 2014 | Borgeous & Tony Junior             | Break the house             |                                                                                            |
| 2014 | DVBBS & Tony Junior                | Immortal                    |                                                                                            |
| 2014 | Tony Junior & Baggi Begovic        | Plur warriors               |                                                                                            |
| 2015 | Kura & Tony Junior                 | King Kong                   |                                                                                            |
| 2015 | Steve Aoki met Nervo & Tony Junior | Lightning strikes           |                                                                                            |
| 2015 | Tiësto & Tony Junior               | Get Down                    | nr. 1 in de Beatport Top 100 (VS)                                                          |
| 2015 | Tony Junior & Dropgun              | Cobra                       |                                                                                            |
| 2015 | Tony Junior / Mr. Polska           | Love somebody               | nr. 27 in Nederlandse Dance Top 30                                                         |
| 2016 | Tony Junior                        | Facedbased                  |                                                                                            |
| 2016 | Tony Junior & Jetfire met Rivero   | Police                      |                                                                                            |
| 2016 | Tony Junior & Kúra met Jimmy Clash | Walk away                   |                                                                                            |
| 2017 | Tony Junior & STUK                 | Put your drinks up          |                                                                                            |

## Prijzen en nominaties
| Jaar | Prijs               | Categorie               | Resultaat |
| ---- | ------------------- | ----------------------- | --------- |
| 2021 | Dutch Stream Awards | Beste Non-Gaming Stream | Gewonnen  |